# Кирха Святой Троицы на горе Кирхгоф
Кирха святой Троицы на горе Кирхгоф — лютеранская церковь на горе Кирхгоф (Ломоносовский район Ленинградской области), бывший центр прихода Туутари (фин. Tuutari) Евангелическо-лютеранской церкви Ингрии.

## История
Лютеранский приход Туутари (Дудергоф) один из старейших в Ингерманландии. Первый пастор в приход был назначен в 1640 году, а в 1642 году от Туутари был отделён приход Тюрё.
Его первая деревянная кирха находилась в ныне не существующей деревне Новиккала (Nowikola), сейчас это территория города Красное Село. Кроме того, в деревне Мёлкёнмяки находилась деревянная приходская часовня. Во время Северной войны кирха, часовня и пасторат были разрушены.
В 1736 году, по инициативе пастора Йохана Хоппиуса, в Мёлкёнмяки вместо утраченной часовни была построена вторая деревянная кирха. Одновременно с этим началось строительство часовни в Хиетамяки, что привело к появлению одноимённой общины, являвшейся капельным приходом, причтённым к Туутари.
В 1760 году она была по ветхости разобрана и заменена третьей деревянной кирхой, простоявшей до 1837 года.
В 1830 году император Николай I во время военных манёвров обратил своё внимание на старую деревянную кирху, находившуюся в ветхом состоянии. Пастор Захариас Финнандер посетил приёмную императора в Красном Селе, пожаловался на нищету прихода и невозможность восстановить должный вид церкви. В итоге, на строительство новой церкви Николай I пожертвовал 149 945 рублей.
В 1832 году академик архитектуры Христиан Филиппович Мейер разработал для прихода Туутари проект новой каменной церкви в готическом стиле. В июне того же года проект был высочайше утверждён. Согласно ему новый храм напоминал ту прусскую кирху, в которой будущая императрица Мария Александровна приняла своё первое причастие.
20 июля 1833 года состоялась закладка нового храма на 2200 мест.
28 июля 1836 года состоялось его освящение во имя Святой Троицы.
Новая кирха представляла собой здание с четырёхскатной крышей и двумя квадратными башнями по сторонам от центрального входа. Кроме центрального имелись ещё два боковых входа со стороны боковых фасадов. Внутри церковь имела естественное двусветное освещение.
В 1865 году численность прихожан составляла 3674 человека. Приход входил в Восточно-Ингерманландское пробство.
Начиная с 1878 года на протяжении тридцати лет пастором в приходе служил Алоиз Иеремиас Пииспанен.
В 1897 году приход Туутари-Хиетамяки был разделён на два самостоятельных прихода. Однако до 1910 года, пока приход не получил собственного пастора, Хиетамяки находился в ведении Туутари.
Приход Туутари подчинялся ведомству Верховного церковного настоятеля Ингерманландии. Богослужения велись только на финском языке, по воскресным и праздничным дням. Приход Туутари был империальным, его настоятели не выбирались, а назначались императором.
В 1917 году численность прихожан составляла 6161 человек. Приход составляли исключительно финны-ингерманландцы.
Последним настоятелем прихода был пастор Абрахам Коскелайнен.
11 мая 1939 года постановлением Леноблисполкома кирха была закрыта. В довоенные годы в ней размещался клуб.
В годы Великой Отечественной войны Дудергоф и Кирхгоф находились в зоне немецкой оккупации.
С июля по сентябрь 1941 года колокольня кирхи являлась корректировочным пунктом батареи «Аврора», защищавшей Ленинград от фашистов. 11 сентября 1941 года немецко-фашистские войска овладели горой Кирхгоф и установили на колокольне кирхи пулемёт, который обстреливал позиции 5-го и 6-го орудий батареи «Аврора». Ответным огнём 6-го орудия пулеметный расчёт был уничтожен.
В начале 1944 года в ходе контрнаступления советских войск артиллерийским огнём были разрушены одна башня и часть боковой стены.
16 июля 1946 года постановлением Леноблисполкома была разрешена разборка руин церкви, так как «её кирпич необходим для прокладки Ленинградского газопровода».
В 1953 году церковь была окончательно разобрана.

### Современность
В конце 1980-х годов началось возрождение Церкви Ингрии.
В 1990 году на горе Кирхгоф прошло второе в постсоветской истории празднование Юханнуса, в празднике приняло участие около восьми тысяч человек. Затем праздник проводился здесь ежегодно с 1992 по 1998 год.
26 августа 1993 года в посёлке Можайский официально был зарегистрирован новый евангелическо-лютеранский приход «Дудергофский». Тогда же община начала добиваться разрешения восстановить храм на горе Кирхгоф, но сделать ей этого не удалось.
В 1998 году на фундаменте кирхи святой Троицы был сооружён горнолыжный подъёмник. Сейчас рядом с ним находятся остатки старого финского кладбища и фундамент пастората.
В 2000 году для проведения богослужений лютеранская община приобрела дом по адресу: Санкт-Петербург, Красносельский район, пос. Можайский, ул. Малая Горская, д. 33. Богослужения проводятся по воскресеньям в 13:30. Приход входит в Санкт-Петербургское пробство.

## Прихожане
Приход Туутари включал 73 деревни:

Алайоки, Александровка, Большая Ивановка, Большое Виттолово, Большое Карлино, Варекселева, Венерязи, Виллози, Вихолайзи, Гирвизи, Кавелахта, Капино, Карвала, Каргасары, Кирбузы, Кирпуны, Корпелайзи, Кукколево, Кульмя, Кургино, Кутели, Кюллизи, Лаголово, Лампово, Леметинмяки, Линтузи, Лотту, Малое Виттолово, Малое Карлино, Малые Кабози, Мендухори, Мурилово, Мыкколово, Мюреля, Мякеляйзи, Наумози, Новые Сузи, Нуркобори, Остров, Паюла, Пальмули, Пардане, Парконмяки, Пейкалази, Пеккоземяки, Пелкола, Перекюля, Пикколово, Пори, Пулкизенмяки, Пеллеля, Рассколово, Рая-Лейниля, Ретселя, Рехколово, Роутели, Рянниля, Саксолово, Симанково, Сузи, Сулози, Талсинмяки, Тальколи, Толпала, Туйпо, Тякотели, Ханнола, Хебрели, Хумалисты, Хямяляйно, Чухонское Коерово, Шулкола, Янисмяки.

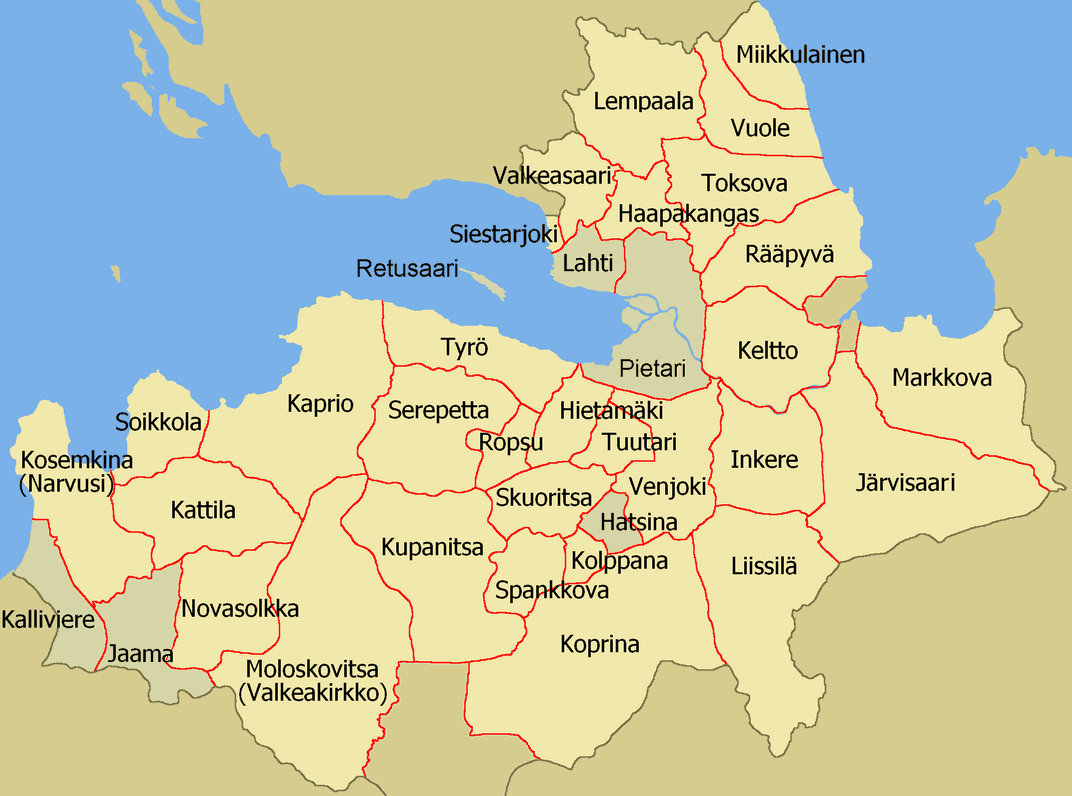
Карта приходов Церкви Ингрии (1930-е годы)

Изменение численности населения прихода Туутари с 1842 по 1919 год:
В 1848 году в деревне Кюллизи (Kyllisi) прихода Туутари родился известный ингерманландский композитор, музыкант и просветитель Моозес Путро.

## Духовенство
| Настоятели и адъюнкты прихода | Настоятели и адъюнкты прихода                     |
| Даты                          | Пастор                                            |
| ----------------------------- | ------------------------------------------------- |
| 1640                          | Хенрикус Матие                                    |
| 1640—1652                     | Йоханнес Лифманнус                                |
| 1661—1666                     | Оланиус Михаэлис Элгфоот                          |
| 1669—1675                     | Йоханнес Каспери Кёхер                            |
| 1686—1695                     | Йохан Реутер                                      |
| 1705—1708                     | Абрахам Вассерман (пастор)                        |
| 1721—1728†                    | Абрахам Вассерман (пастор)                        |
| 1728—1729                     | Йохан Алтопеус (пастор)                           |
| 1728—1729                     | Карл Хоппиус (и. о. пастора)                      |
| 1729—1757†                    | Йохан Хенрик Хоппиус (настоятель)                 |
| 1748—1778†                    | Петер Йохан Хоппиус (адъюнкт, пастор)             |
| ?—1765                        | Давид Ваттолин (адъюнкт)                          |
| 1769—1781                     | Карл Хелледаль (адъюнкт, и. о. пастора)           |
| 1781—1809†                    | Самуэль Зигфрид Бок (настоятель)                  |
| 1781—1786†                    | Якоб Гренфорс (адъюнкт)                           |
| 1787                          | Эсайас Коландер (адъюнкт)                         |
| 1788—1793                     | Йохан Сален (адъюнкт)                             |
| ?—1797                        | Хенрик Йохан Ускелин (адъюнкт)                    |
| 1794—1821                     | Хенрик Вилхелм Бок (адъюнкт, вице-пастор, пастор) |
| 1800                          | Йохан Якоб Эстландер (адъюнкт)                    |
| 1803                          | Хенрик Габриэль Крусберг (адъюнкт)                |
| 1803—1815                     | Андрес Магнус Хедеен (адъюнкт)                    |
| ?—1818                        | Георг Даниэль Саломон Лундберг (адъюнкт)          |
| 1820—1862                     | Захариас Финнандер (адъюнкт, вице-пастор, пастор) |
| 1821                          | Йохан Йозеф Грюндстрём (адъюнкт)                  |
| 1822—1823                     | Эрик Финнер (адъюнкт)                             |
| 1831—1833                     | Густав Вилхелм Келлбак (адъюнкт)                  |
| 1834—1846                     | Йонас Рейнхолд Кавен (адъюнкт)                    |
| 1848—1858                     | Карл Йохан Седерблад (адъюнкт)                    |
| 1861—1862                     | Аугуст Вилхелм Бергман (адъюнкт)                  |
| 1862—1868                     | Йохан Кристофер Оквист (настоятель)               |
| 1863—1868                     | Густав-Роберт Торнелл (адъюнкт)                   |
| 1865—1871†                    | Йохан Петер Бострём (адъюнкт)                     |
| 1866                          | Йонас Рейнхолд Кавен (адъюнкт)                    |
| 1868—1878†                    | Густав Вестениус (настоятель)                     |
| 1868—1                        | Йохан Вилхелм Мурман (адъюнкт)                    |
| 1872—1873                     | Якоб Вилхелм Бярлунд (адъюнкт)                    |
| 1873—1875                     | Андерс Теодор Винтер (адъюнкт)                    |
| 1875                          | Александер Бьёрквист (адъюнкт)                    |
| 1876—1879                     | Константин Сийтонен (адъюнкт)                     |
| 1878—1909†                    | Алоиз Йеремиас Пииспанен (настоятель)             |
| 1880—1881                     | Йохан Вилхелм Альстед (адъюнкт)                   |
| 1883—1885                     | Йоханес Александер Тенген (адъюнкт)               |
| 1887—1888                     | Аугуст Альфред Мурен (адъюнкт)                    |
| 1889—1890                     | Матти Яатинен (адъюнкт)                           |
| 1890—1893                     | Захари Хямяляйнен (адъюнкт)                       |
| 1893—1901                     | Бруно Алойс Пииспанен (адъюнкт)                   |
| 1902                          | Йозеппи Арра (адъюнкт)                            |
| 1903—1904                     | Антти Куста Вуотила (адъюнкт)                     |
| 1904—1905                     | Альбин Хукканен (адъюнкт)                         |
| 1906—1910                     | Йоханнес Сийтонен (адъюнкт)                       |
| 1908                          | Оскар Вилхелм Линдберг (адъюнкт)                  |
| 1910—1919                     | Яакко Раски (настоятель)                          |
| 1919—1921                     | Константин Сийтонен                               |
| 1919—1921                     | Лео Йоханнес Шульц                                |
| 1922—1937                     | Селим Ялмари Лауриккала                           |
| 1937                          | Пекка Бракс                                       |
| 1937—1938                     | Абрахам Коскелайнен                               |

## Фото

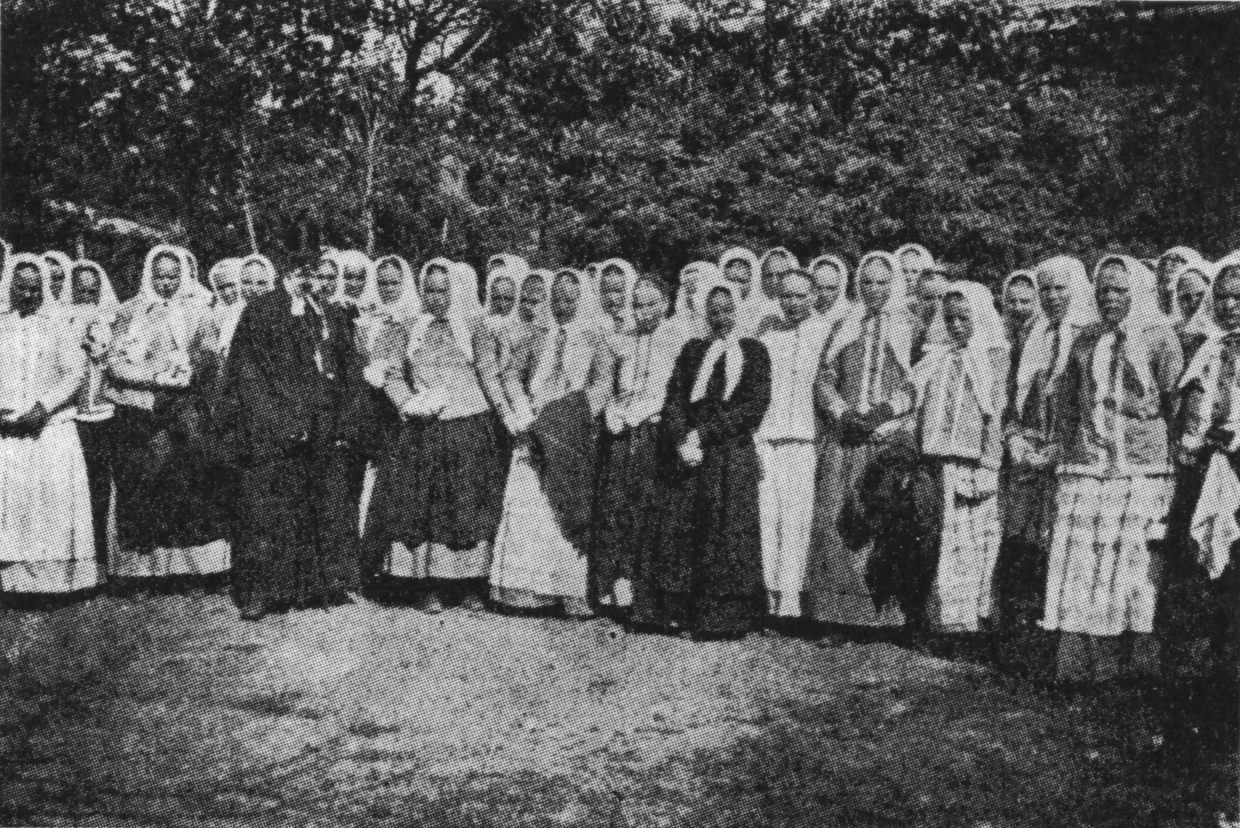
Ученицы конфирмационной школы. 1890 год
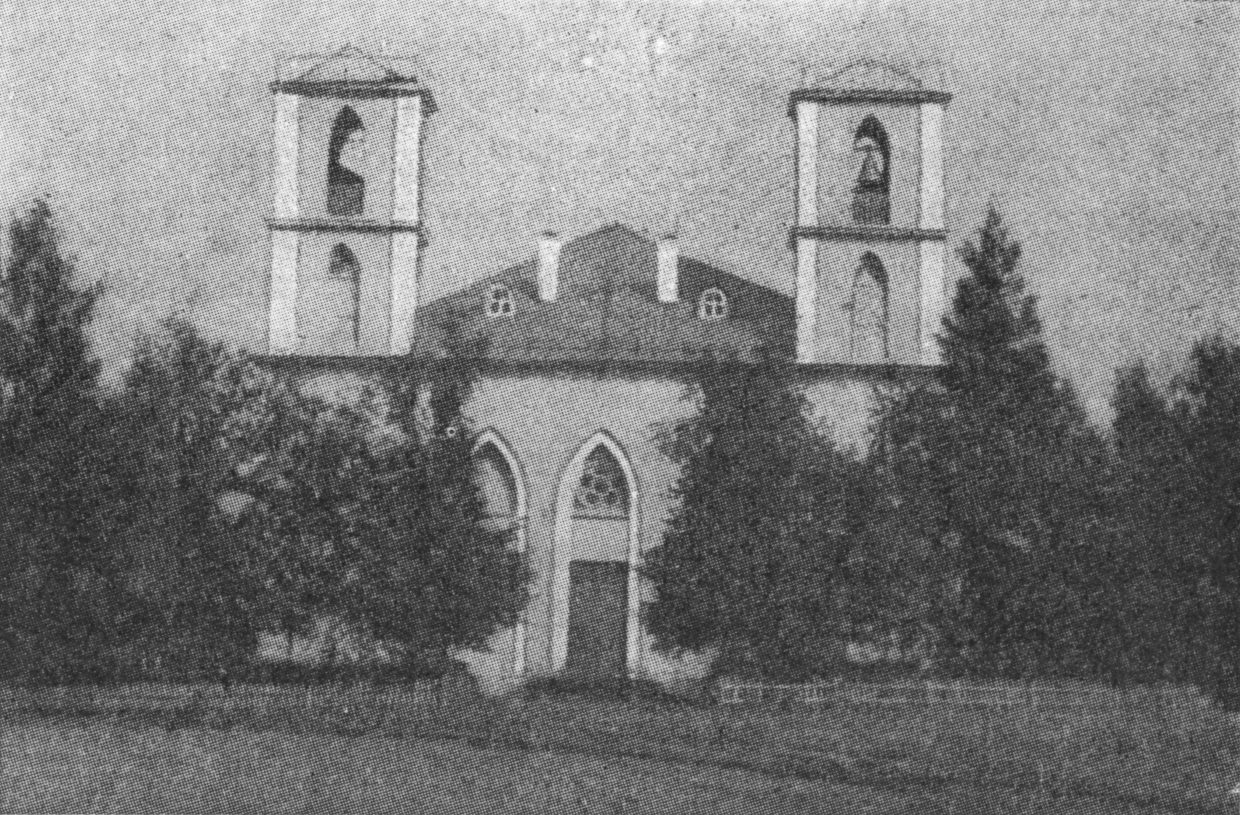
Кирха прихода Туутари. 1910 год
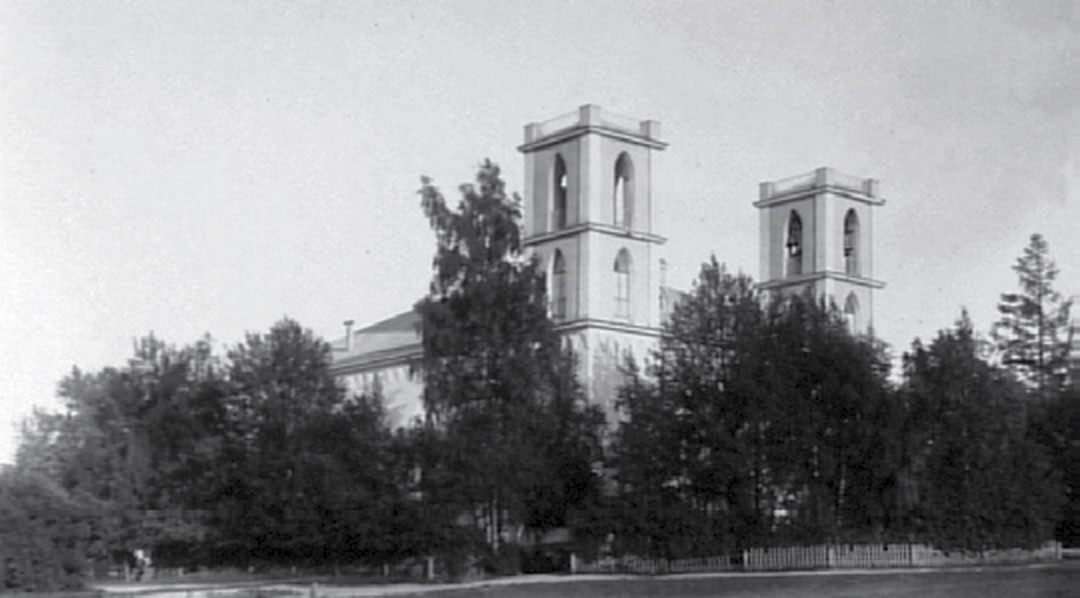
Кирха прихода Туутари. 1911 год
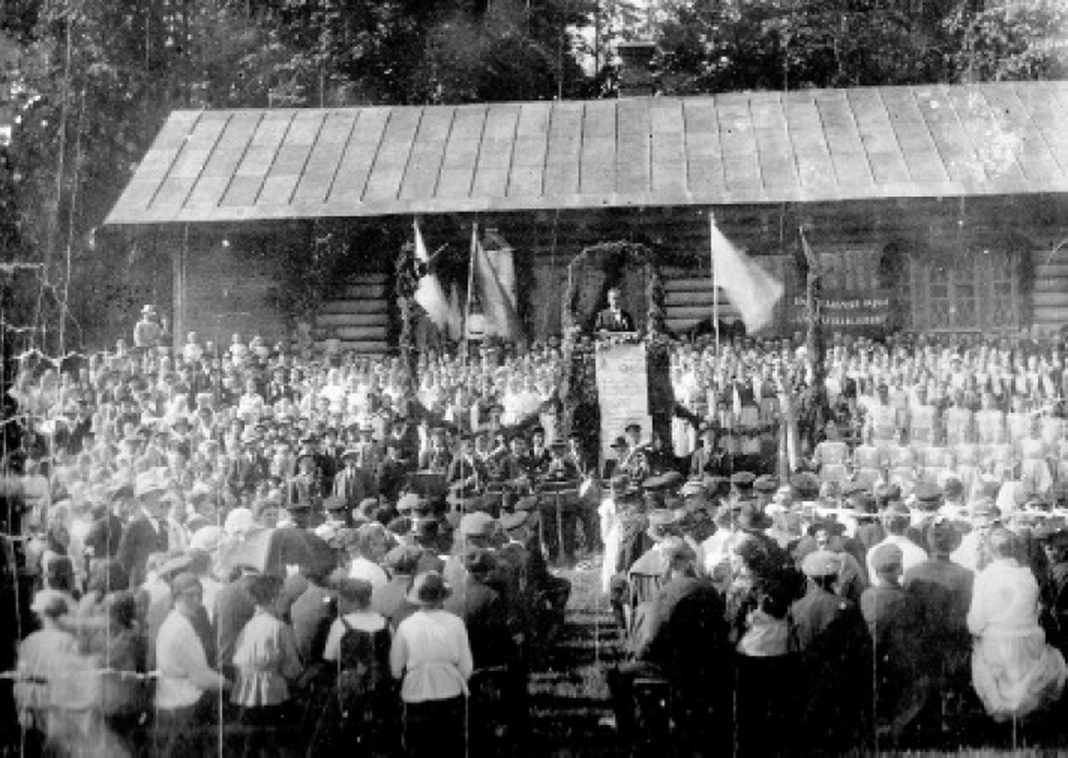
Юханнус в Туутари. 1918 год
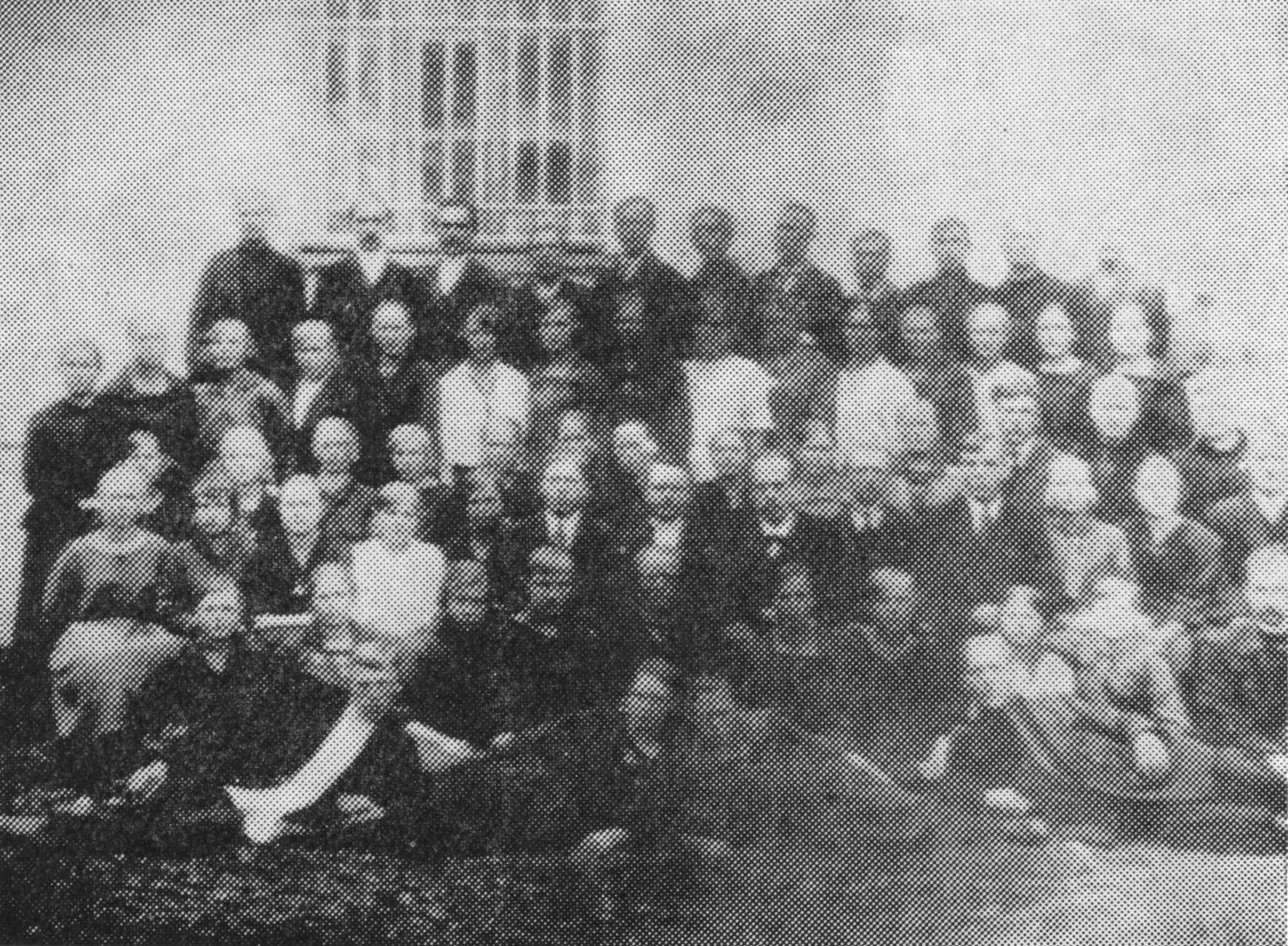
Ученицы конфирмационной школы. 1920 год
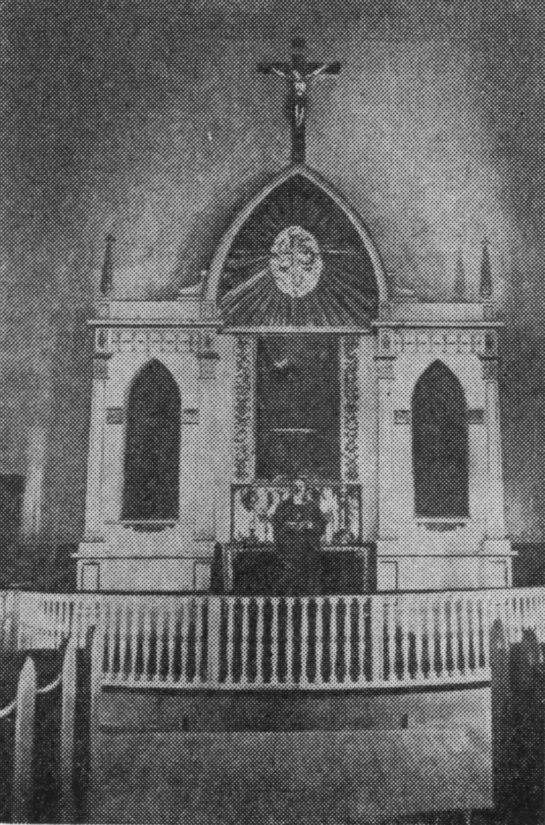
Интерьер кирхи. 1930 г.
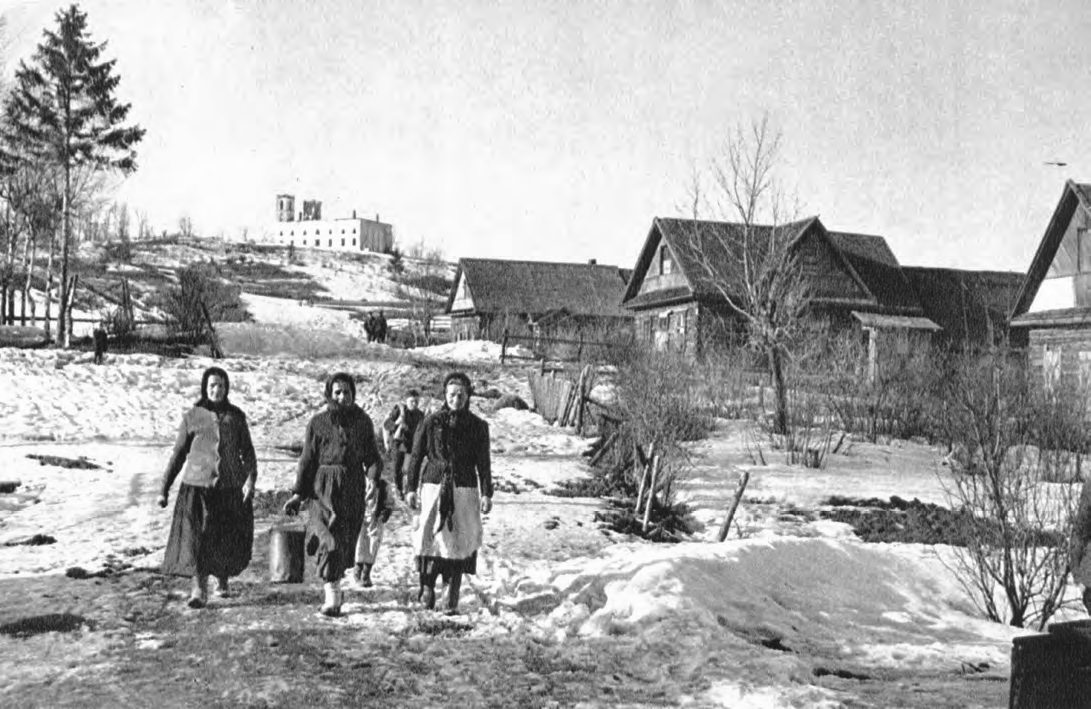
Вид на кирху из деревни Рётселя. 1943 год
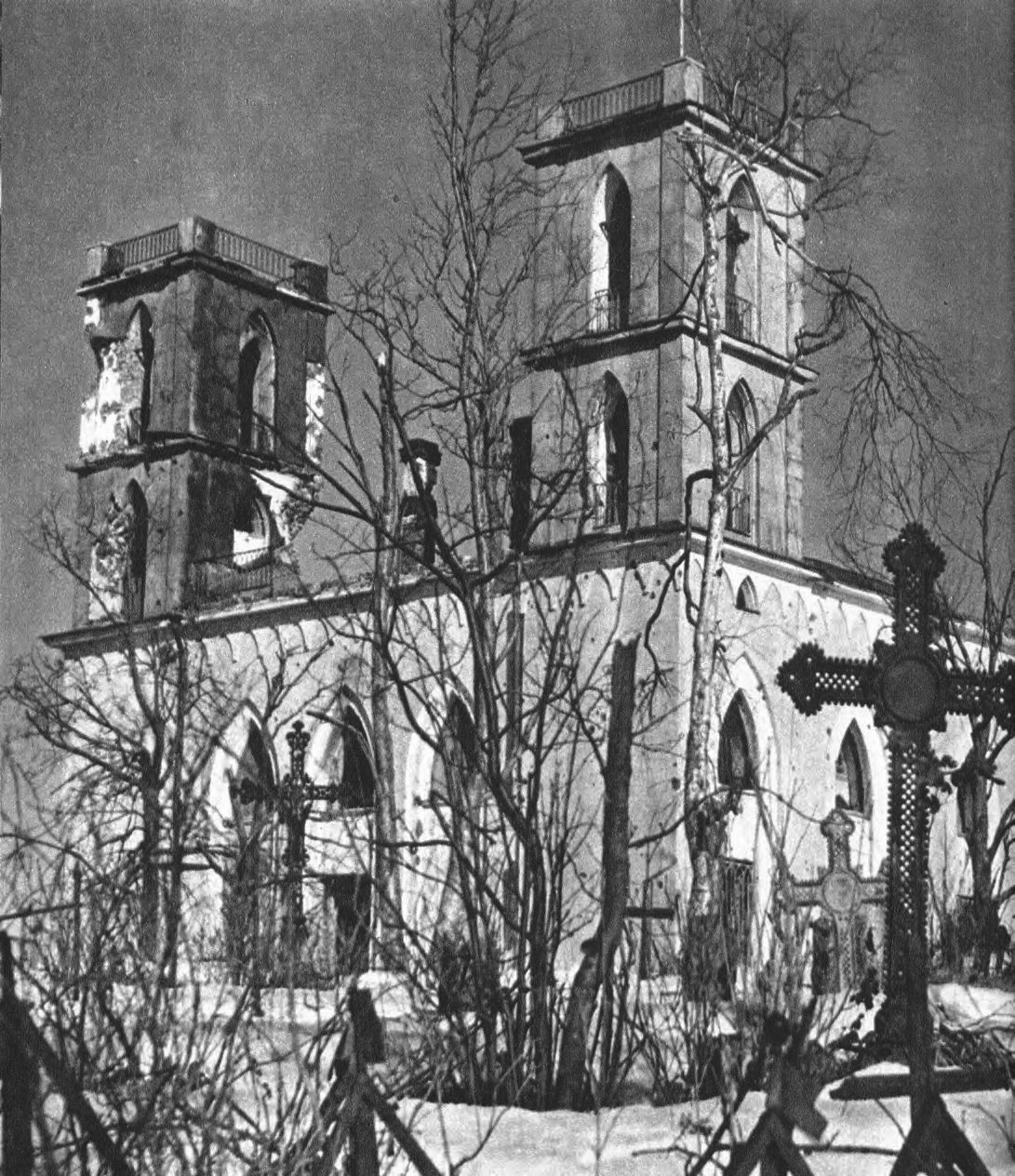
Кирха св. Троицы. 1943 год
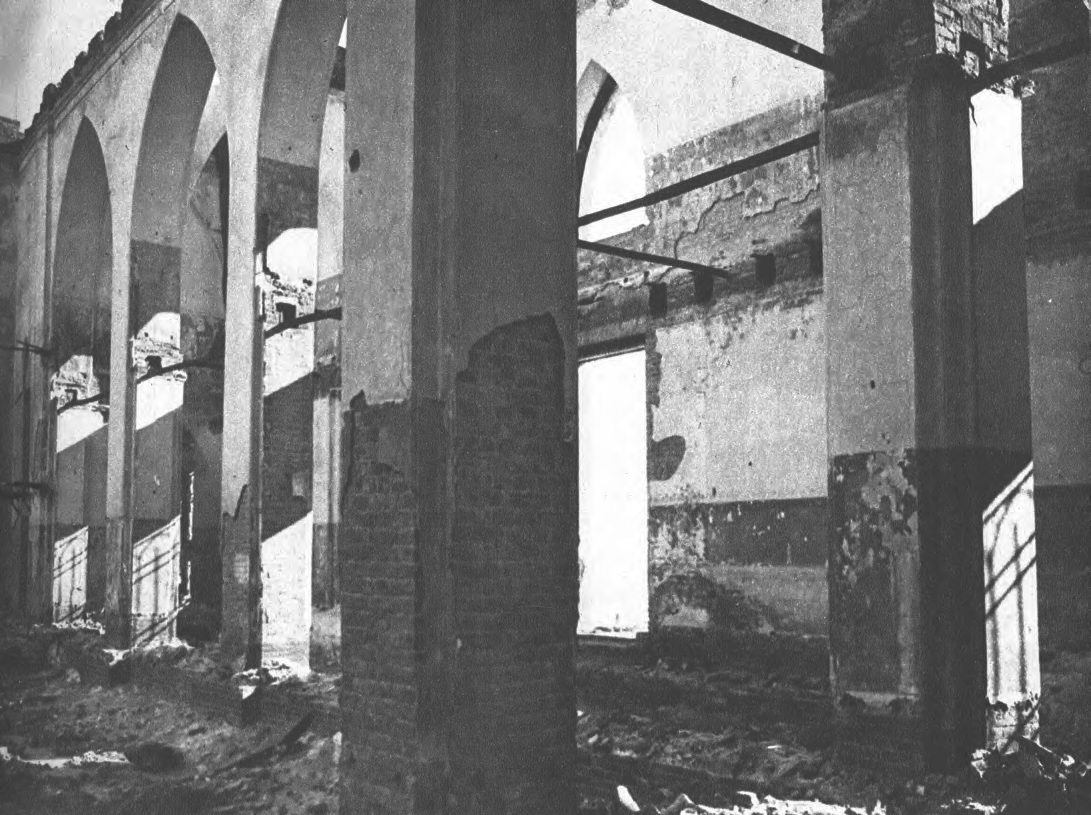
Кирха св. Троицы внутри. 1943 год